# Relações entre Espanha e Vietnã
As relações entre a Espanha e o Vietnã são as relações oficiais entre os dois países. A Espanha tem uma embaixada em Hanói e o Vietnã tem uma embaixada em Madri.

## História

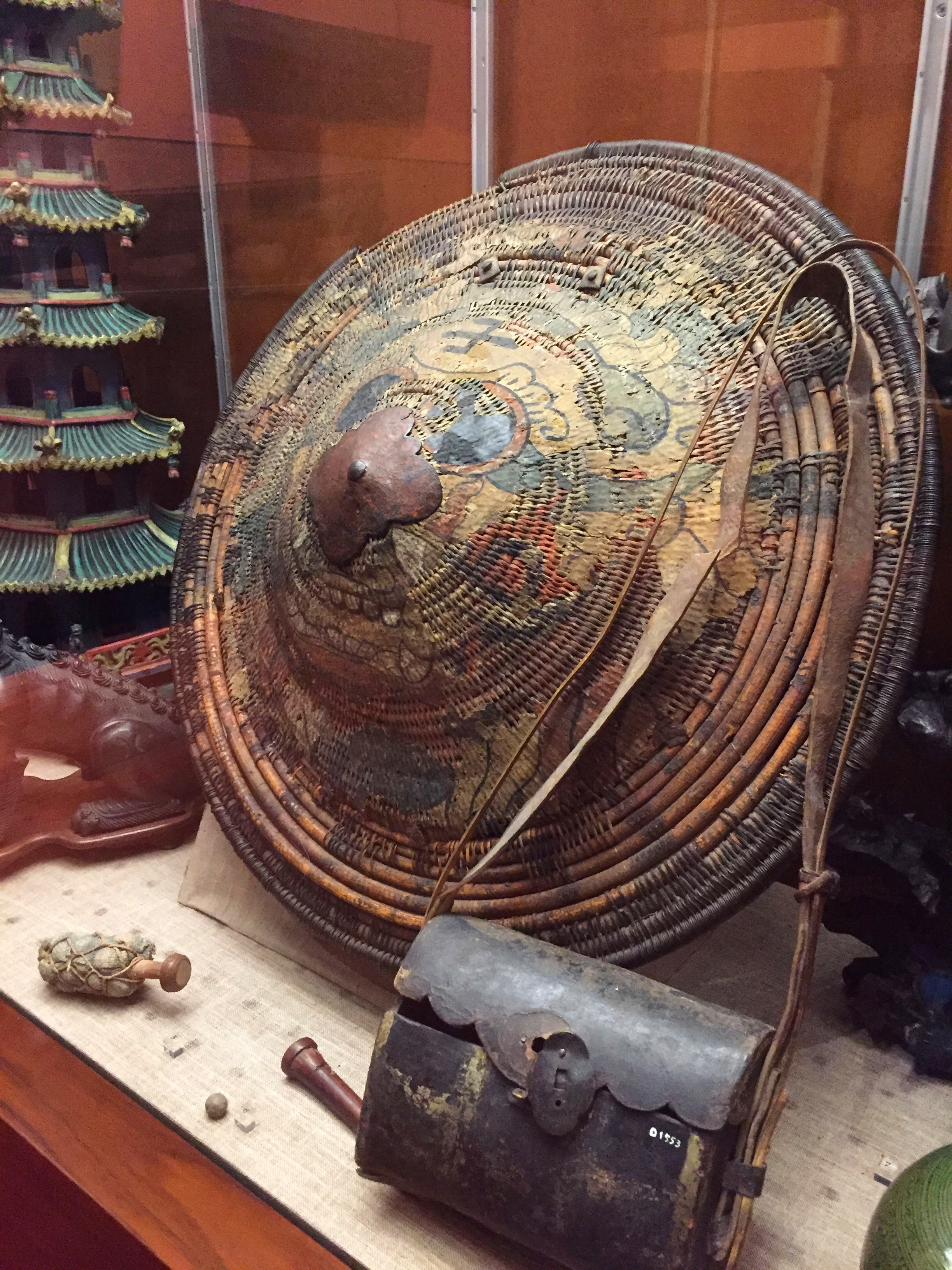
Um escudo e munição capturados dos defensores durante o ataque a Saigon. Atualmente no Museu Naval de Madri.

Embora os dois países tenham tido seus primeiros contatos na Formosa Espanhola e no século XVI, com a disseminação dos jesuítas católicos da Espanha para o Vietnã, a primeira conexão formal entre os dois só foi estabelecida no século XIX, quando Isabel II da Espanha e Napoleão III da França intervieram juntos contra o Vietnã após as perseguições anticatólicas no país em 1858. Esse foi o primeiro sinal do relacionamento moderno entre Espanha e Vietnã, embora a Espanha não tenha participado de outras missões após a Guerra da Cochinchina. Na Guerra Civil Espanhola, foi relatado que três voluntários vietnamitas das Brigadas Internacionais foram da França para a Espanha para lutar pela República Espanhola. Dentre eles, dois irmãos de Hanói, chamados Tchen, eram descendentes de chineses. Ambos serviram na 13ª Brigada; um era capitão de companhia e o outro servia no comissariado. O outro, da Cochinchina, chamava-se Van Vong Diep. Ele era membro do Partido Comunista Francês, foi para a Espanha e serviu como cozinheiro na brigada. Na Indochina, após a rendição dos japoneses, a recolonização francesa deu início à Primeira Guerra da Indochina. Durante a guerra, muitos soldados da Legião Estrangeira Francesa fugiram para o exército vietnamita no período de 1945 a 1954, entre eles soldados e suboficiais espanhóis. Os espanhóis serviram no Viet Minh como oficiais. Muitos foram feridos na luta contra os franceses, alguns morreram no campo de batalha na selva.
A Espanha desempenhou um pequeno papel na Guerra do Vietnã quando Francisco Franco, o ditador anticomunista espanhol, concordou em ajudar os Estados Unidos e o Vietnã do Sul enviando uma unidade médica secreta durante todo o conflito, que realizou operações tanto em combatentes quanto em civis. As autoridades de Go Cong dedicaram a eles uma ponte como resultado de sua ajuda humanitária. Em uma carta ao presidente dos EUA, Johnson, Franco disse sobre Ho Chi Minh que "devemos dar a ele o crédito por ser um patriota que não pode ser indiferente à aniquilação de seu país", acrescentando que "ele poderia, sem dúvida, ser o homem do momento que o Vietnã precisa".

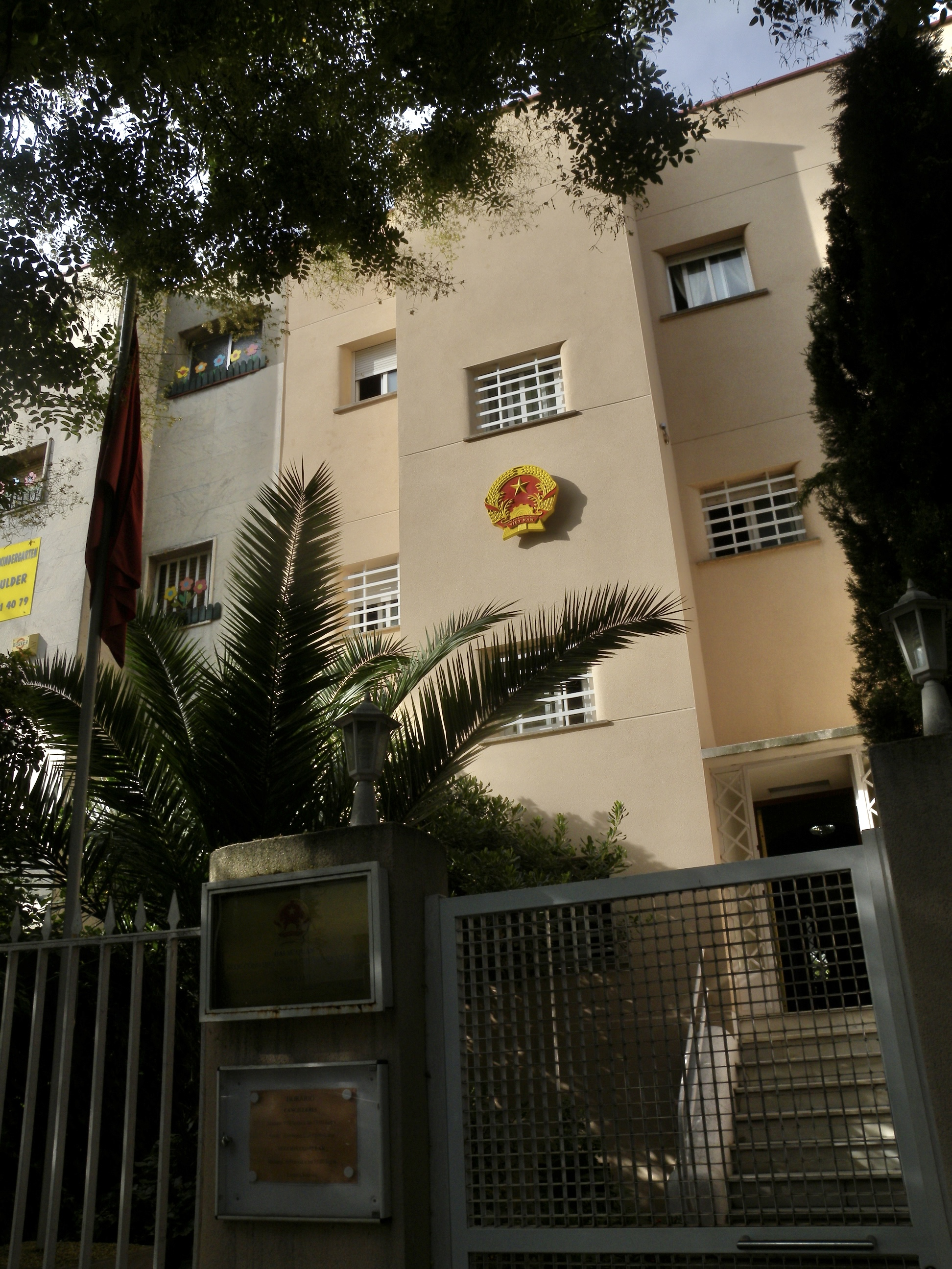
Embaixada do Vietnã em Madri.

Após a guerra e a morte de Franco, o relacionamento entre a Espanha e o Vietnã foi estabelecido, mas cortado após a Guerra Cambojana-Vietnamita devido ao apoio da Espanha às sanções anti-Vietnã e à retirada do embaixador espanhol do Vietnã. O relacionamento entre os dois permaneceu frio até a década de 1990, quando o Vietnã normalizou as relações com várias nações, incluindo a Espanha, devido ao efeito do Doi Moi e à queda da União Soviética.

## Relações modernas
Desde o fim da Guerra Fria, os dois países desenvolveram um relacionamento relativamente próximo, incluindo cooperação econômica e política. A Espanha também é um dos maiores doadores econômicos para o Vietnã na União Europeia.
A expansão do idioma e da cultura espanhola também chegou ao Vietnã, como as músicas em espanhol e a La Liga, que muitas vezes atraiu grandes torcedores vietnamitas.